# Agonita spathoglottis
Agonita spathoglottis es un coleóptero de la familia Chrysomelidae.
Fue descrita científicamente por primera vez en 1929 por Uhmann.